# Colméry
Colméry ist eine französische Gemeinde mit 269 Einwohnern (Stand 1. Januar 2022) im Département Nièvre in der Region Bourgogne-Franche-Comté (vor 2016 Bourgogne). Sie gehört zum Arrondissement Cosne-Cours-sur-Loire und zum Kanton Pouilly-sur-Loire (bis 2015 Donzy). Die Einwohner werden Colmérycois und Colméryçoises genannt.

## Nachbargemeinden
Colméry liegt etwa 35 Kilometer nordnordöstlich von Nevers.
Nachbargemeinden von Colméry sind Couloutre im Norden, Menou im Norden und Nordosten, Oudan im Osten, Saint-Malo-en-Donziois im Süden und Südosten, Cessy-les-Bois im Süden und Westen, Donzy im Westen und Nordwesten sowie Perroy im Nordwesten.

## Bevölkerungsentwicklung
| Jahr                       | 1962 | 1968 | 1975 | 1982 | 1990 | 1999 | 2006 | 2011 | 2016 |
| -------------------------- | ---- | ---- | ---- | ---- | ---- | ---- | ---- | ---- | ---- |
| Einwohner                  | 503  | 424  | 319  | 274  | 254  | 247  | 300  | 331  | 344  |
| Quellen: Cassini und INSEE |      |      |      |      |      |      |      |      |      |

## Sehenswürdigkeiten
- Kirche Saint-Aignan aus dem Jahre 1536, seit 1971 als Monument historique eingeschrieben

## Weblinks

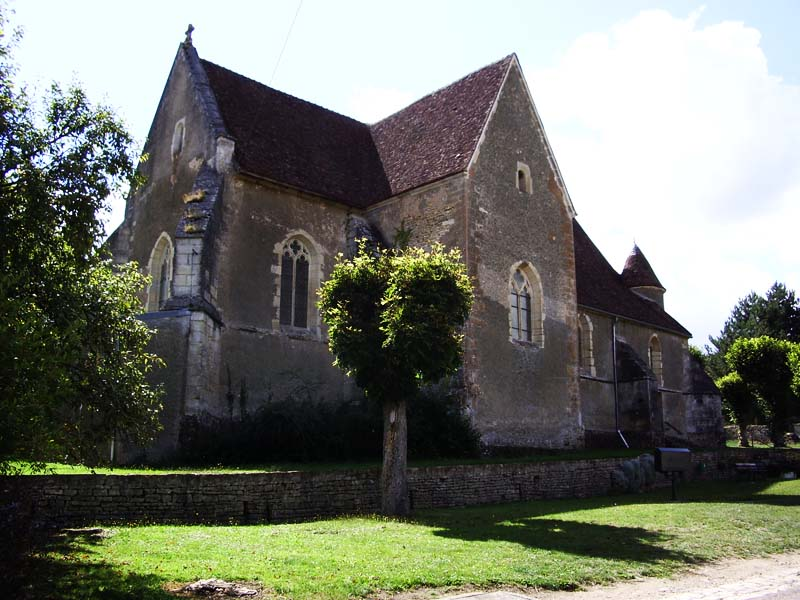
Kirche Saint-Aignan